# Gref-Völsing

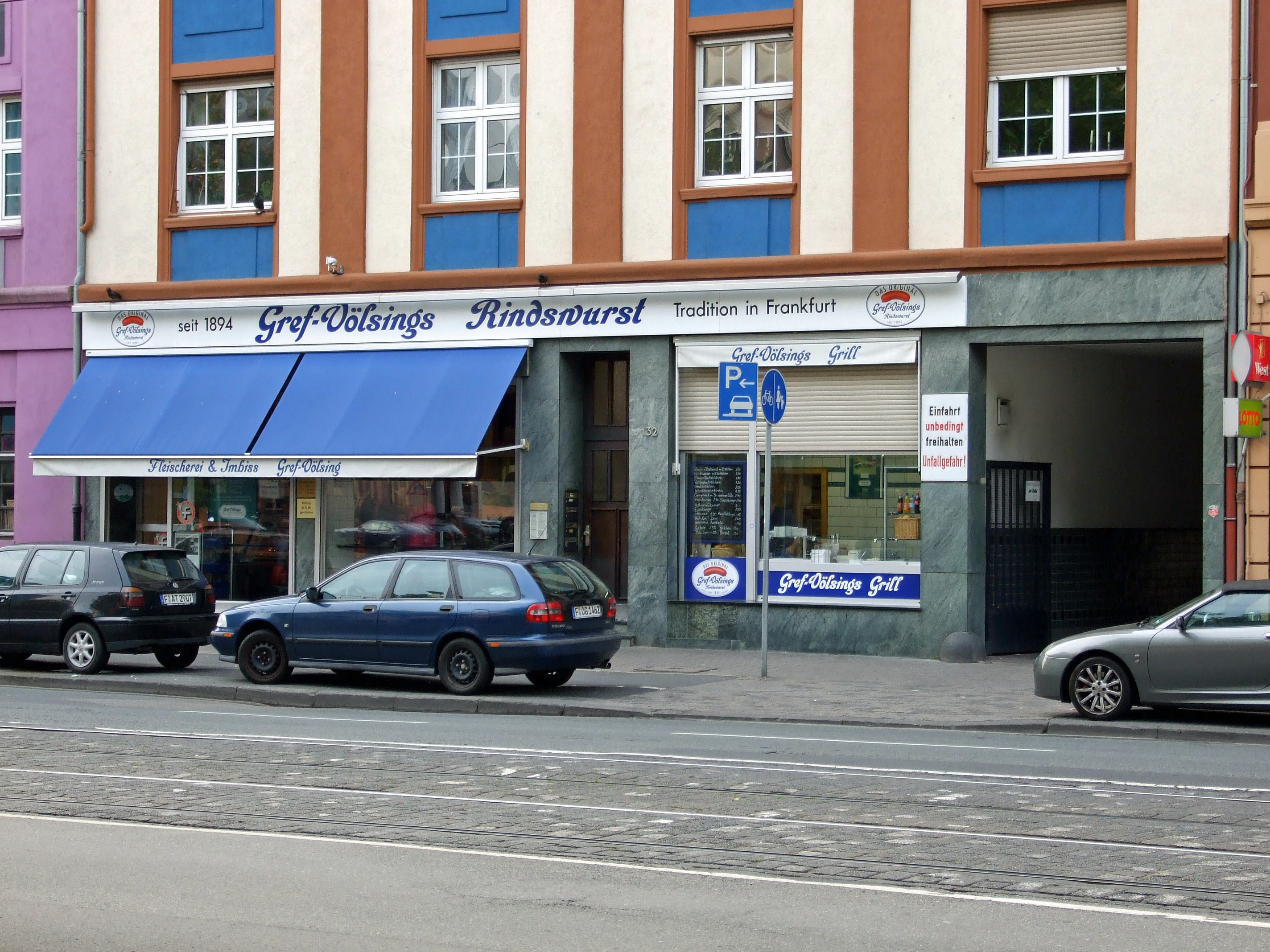
Der Unternehmenssitz in der Hanauer Landstraße

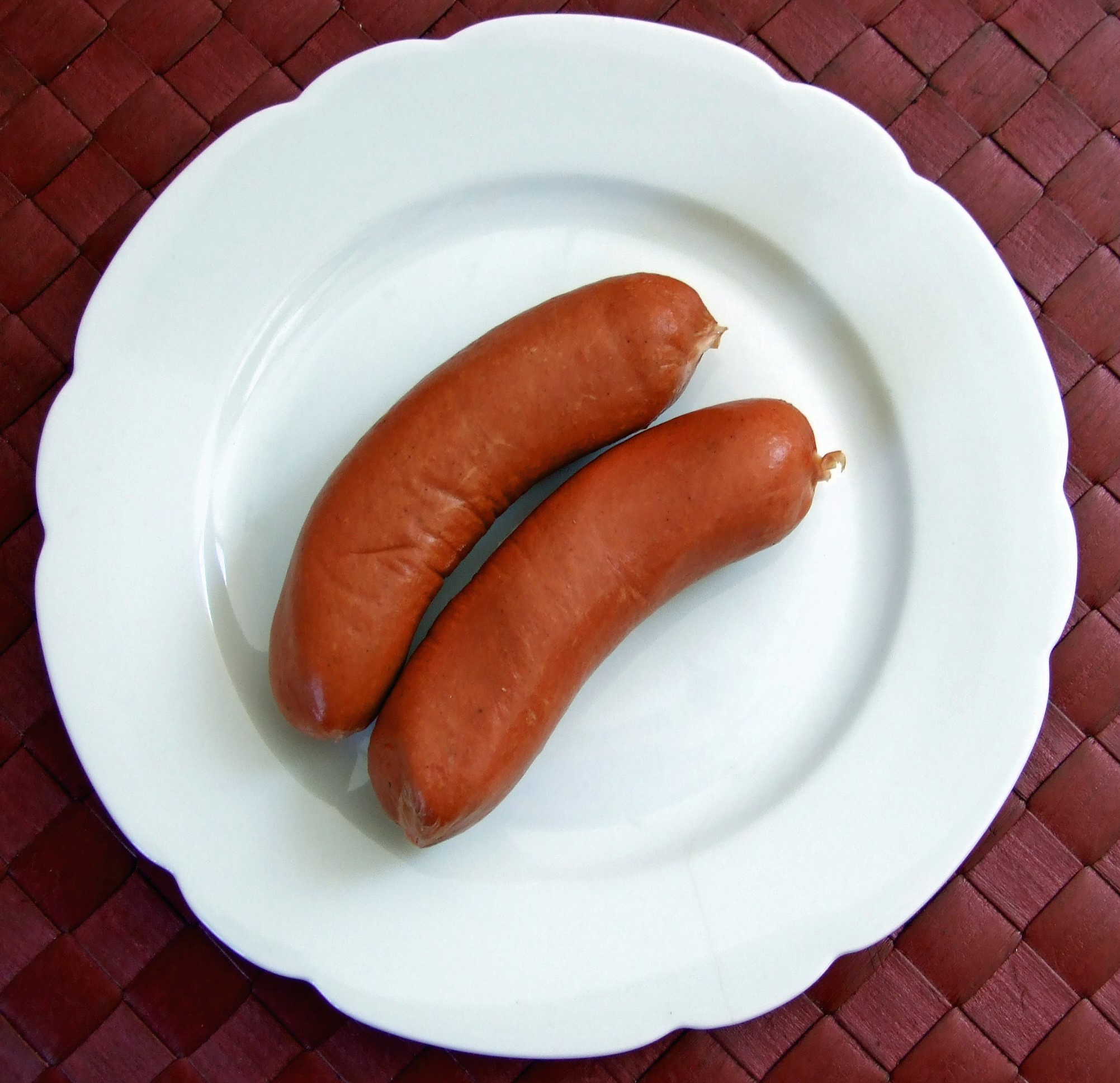
Rindswurst von Gref-Völsing

Gref-Völsing ist eine in der fünften Generation familiengeführte Metzgerei in Frankfurt am Main. Sie wurde 1894 gegründet und gehört heute zur Populärkultur der Stadt.

## Unternehmensgeschichte
Das Unternehmen wurde am 18. Januar 1894 von Fleischermeister Karl Gref und seiner Frau Wilhelmine Völsing gegründet, es
war der Tag ihrer Hochzeit.
Das Unternehmen bot seit Gründung aus reinem Rindfleisch gefertigte Brühwürste an. Diese waren auch
für jüdische Kunden gedacht, die wegen der jüdischen Speisegesetze kein Schweinefleisch zu sich nehmen durften. Die Metzgerei war zunächst in der Schnurgasse der Frankfurter Altstadt im „Haus zum Goldenen Kalb“ ansässig. Karl Gref konnte 1905, 1906, 1908 und 1911 Goldmedaillen für das Produkt bei Kochkunstausstellungen gewinnen.
Der Unternehmensname wurde 1911 in „Rindswurstfabrik mit elektrischem Betrieb“ verändert. 1913 zog das Unternehmen in das damals neue Gewerbegebiet des Frankfurter Osthafens im Ostend. Im Neubau in der Hanauer Landstraße 132 waren Wohnhaus wie auch Betriebsstätte vereint. Dort befindet sich die Metzgerei bis heute. Die Produkte wurden zunächst mit Pferdefuhrwerken ausgeliefert, 1928 erwarb das Unternehmen das erste Automobil.
Fritz und Hermann Gref führten den Betrieb ab 1937 weiter, nach dem Tod von Fritz Gref 1951 trat die Ehefrau von Hermann Gref an dessen Stelle. Die älteste Tochter des Paares, Gertrud Berner, übernahm 1973 die Geschäftsführung, bevor sie diese 1991 an ihre beiden Töchter, Friederike Satvary und Dorothea Wohlberg, abgab. Mittlerweile ist in Gestalt von Franziska Scarpello und Mauro Scarpello die fünfte Generation im Unternehmen. Die Familie gilt als eine der „prominentesten Metzger-Dynastien“ der Stadt.

## Hauptprodukt
Die Metzgerei stellt täglich etwa 7000 Frankfurter Rindswürste her, das Produkt ist laut Fachpresse mittlerweile ein Symbol für Frankfurter Esskultur. Etwa 1000 Stück davon werden im hauseigenen Imbiss verkauft, die sonstige Produktion wird in der Gastronomie und anderen Vertriebswegen abgesetzt, auch in der Frankfurter Kleinmarkthalle.

## Mediale Aufmerksamkeit
Aufgrund der überregionalen Bekanntheit des Unternehmens berichteten in der Vergangenheit zum Beispiel der Österreichische Rundfunk anlässlich des 200. Geburtstages des „Wiener Würstels“ über das Unternehmen. Im September 2010 berichtete der Hessische Rundfunk in der Reihe „Hessische Familienbetriebe mit Tradition“ in seinem Fernsehprogramm über den Betrieb.
In Staffel 2, Folge 5 der britischen Reisedokumentation "Cruising with Susan Calman" besucht die Moderatorin Susan Calman die Frankfurter Filiale.